# تسمانيا
جزيرة تَسْمَانِيَة أو تَسْمَانِيَا بالمد (بالإنجليزية: Island of Tasmania) تعد هذه الجزيرة جزء من أستراليا وتقع على بعد 240 كم من الساحل الجنوب الشرقي لأستراليا، تبلغ مساحتها 68332 كم² ويبلغ تعدادها السكاني 489600 نسمة، عاصمتها هوبارت وهي أكبر مدنها.

شعار الجزيرة

تسمانية هي ولاية وجزيرة أسترالية. تقع على بعد 240 كلم جنوب الجزء الشرقي من القارة. يبلغ عدد سكان الولاية حوالي 492.7 نسمة (ABS,March 2007) وتبلغ مساحتها حوالي 68,332 كلم مربع. عاصمة الولاية هي مدينة هوبارت وتقع في الجزء الجنوبي الشرقي من الولاية. أُقيمت على مدينة هوبارت ثاني مستعمرة على مستوى أستراليا من قبل المستعمرين البريطانين في عام 1803. وقد سميت الجزيرة على اسم مكتشفها الهولندي آبل تسمان.
تعرف تسمانية بطبيعتها الجميلة مما أدى بحكومة الولاية بتحويل 37 % من أراضي الولاية إلى محميات طبيعية. تشتهر تسمانية كذلك بالسياحة خاصةً من قِبل كبار السن بعيداً عن أماكن الازدحام والضوضاء.

## نبذة
يتركز سكان تسمانية في الشواطئ الشمالية والجنوبية الشرقية بالجزيرة حيث توجد المناطق الريفية، المتموجة ارتفاعا وانخفاضا، والمتميزة بخصوبة أراضيها وغناها، وحيث الشواطئ الجميلة التي يسهل الوصول إليها والاستمتاع بها. وعلى النقيض من ذلك، تعتبر الشواطئ الجنوبية الغربية والغربية مناطق نائية ومقفرة، كما تتعرض هذه المناطق لهطول الأمطار بغزارة وللأمواج الضخمة التي تضربها أغلب أوقات العام. أما بالنسبة للمنطقة الداخلية، فتوجد منطقة الغابات والجبال في الجزء الغربي والجنوبي الغربي من تسمانيا، وهي تعتبر واحدة من آخر المناطق البرية العظيمة في العالم، وقد تم تسجيلها كلها تقريبا كواحدة من أهم مناطق تراث الحياة البرية في العالم.

## المناخ
بكل من جزيرة تسمانية (وكذلك مدينة هوبارت) أربعة فصول مناخية لكل منها خصائصه المتميزة عن الآخر، ومع ذلك قد تهب في بعض الأحيان عواصف تجلب معها المناخ الشتوي في أوقات مختلفة من العام. وبوجه عام، تتميز ساعات النهار في فصل الصيف بالدفء وليس بالحرارة، ويميل الجو إلى الإعتدال ليلا. وعادة ما تكون الظروف المناخية جيدة حتى شهر مارس، والذي تبدأ فيه درجات الحرارة في الانخفاض. أما بالنسبة للفترة المتبقية من فصل الخريف، فهي تتميز بالجو البارد المشمس نهاراً بصفة عامة مع انخفاض شديد في درجة الحرارة ليلا في بعض الأحيان. ويسود فصل الشتاء جو يتسم بارتفاع نسبة الرطوبة وانخفاض درجة الحرارة وهبوب العواصف، خاصة في الجزء الغربي من تسمانيا. ويكسو الثلوج قمم الجبال المرتفعة، وإن يكن عمقه لا يبلغ سوى القدر الكافي لممارسة أنشطة التزلج في المنتجعين الذين تمارس فيهما هذه الرياضة في الولاية. أما فصل الربيع فيتميز بفترات من هبوب الرياح والعواصف التي تضرب الجزيرة، ولكن سرعان ما تشرق الشمس ويعود الدفء تدريجيًا فيما بين تلك الفترات.

## المدن
أشهر المدن في جزيرة تسمانية:
- هوبارت
- لونسيستون
- بورني
- ديفونبورت
- جلينورتشي
- كلارنس
- كينجبورو
- نورفولك الجديدة
- سوريل
- برايتون

## السكان الأصليون

الموقع

تشير الدلائل إلى وجود السكان الأصليين في تسمانية منذ حوالي 42000 عام. أدى ارتفاع مستويات سطح البحر إلى فصل تسمانية عن البر الرئيسي لأستراليا منذ حوالي 10000 عام، وبحلول وقت الاتصال الأوروبي، كان السكان الأصليون في تسمانية لديهم تسع قوميات أو مجموعات عرقية رئيسية. سكان تسمانية الأصليين ينتمون إلى عرق الأسترليود الموجود في أستراليا، وعند قدوم الإنجليز قدرت أعدادهم بـ 2000 شخص.
ولكن حرب الإبادة التي مورست عليهم من طرف المستوطنين الإنجليز جعلت أعدادهم تتناقص باستمرار حتى أُبيدو عن آخرهم.
فبالإضافة إلى الحروب القبلية بين عامي 1803 و 1808 وإلى الحروب على مصادر غذاء الحيوانات بين البيض والسكان الأصليين بين عامي 1808 و 1823 مما أدى إلى تقلص أعدادهم.
وفي عام 1833 أقنع جورج أوغسطس روبنسن مبشر مسيحي المتبقون من السكان الأصليون بالإنتِقال إلى مستوطنة جديدة على جزيرة فلينديس وتوفير أطباء ولباس، وحصص من الغذاء ومزارع وبيوت لهم.

## معرض صور

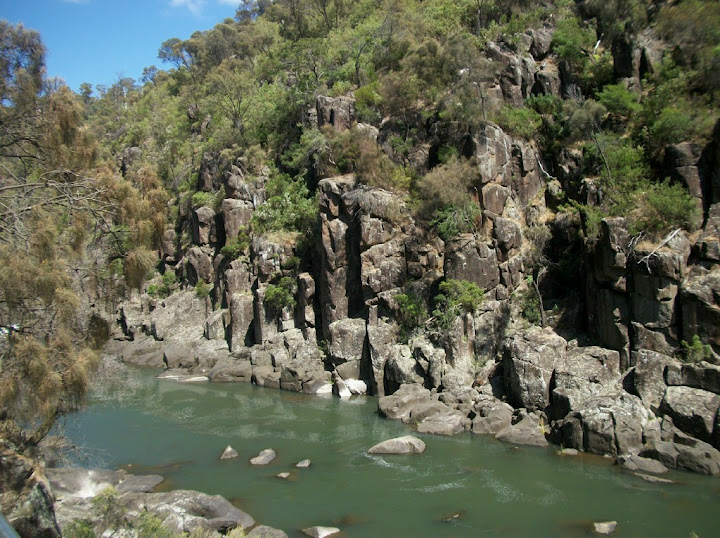
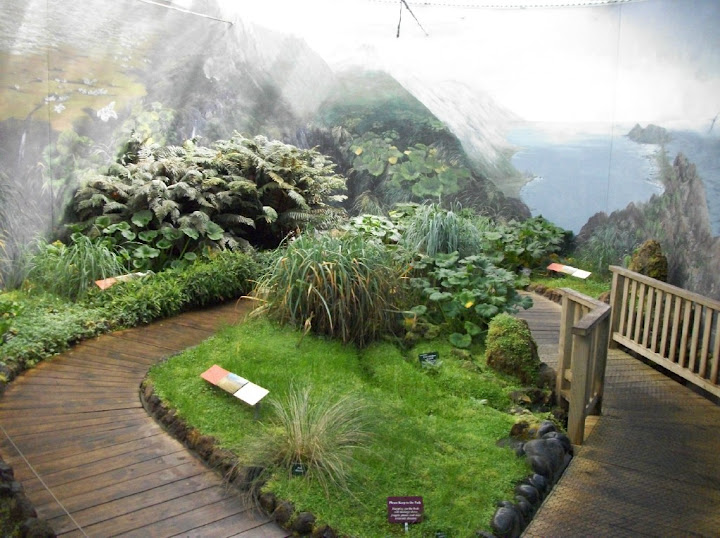
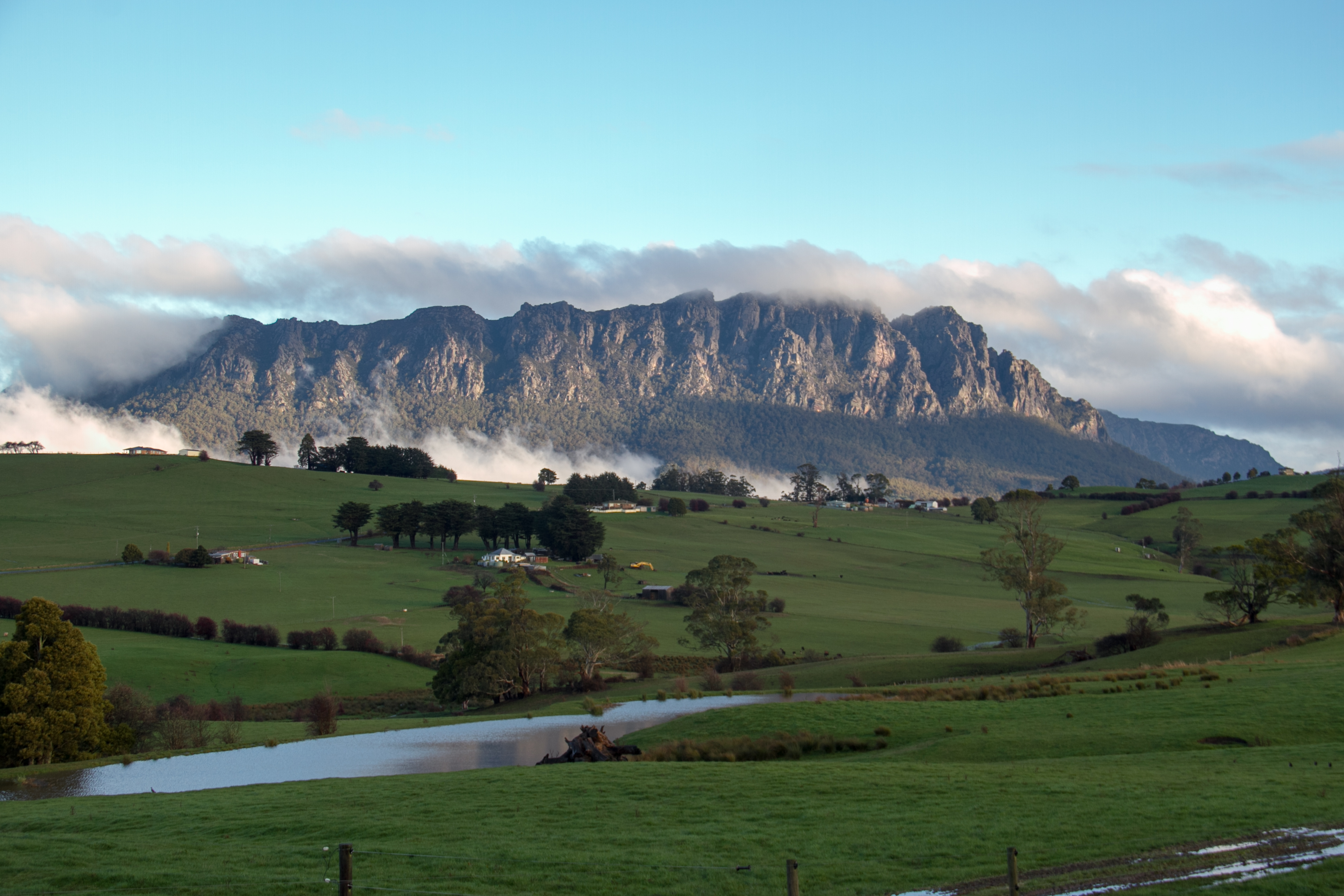